# 船政学堂 (纪录片)
《船政学堂》是中国中央电视台纪录频道与福建电视台综合频道于2014年出品的一部六集纪录片。纪录片以编年体为主，再现了福建船政学堂的历史以及船政毕业生对中国近代史的影响。纪录片于2013年9月2日开拍，当时为福建电视史上投资最大的作品。2014年6月29日起，纪录片在中国中央电视台纪录频道播出。

## 制作

### 策划
《船政学堂》上映的2014年为中法马江海战130周年及中日甲午战争120周年。纪录片反映的历史时间跨度为1866年至1911年，讲述的是福建船政学堂及其杰出毕业生严复、萨镇冰等人的故事，背景为晚晴中国的衰落和对民族复兴的探索。总导演孙原称，与之前的同主题电视作品相比，本片采用编年体，并从“人”的角度切入展现历史。

### 制作手法
《船政学堂》制作团队赴英法等地挖掘史料，将之前中国国内学术界未见的史料和实物展现在观众面前，英国外交档案、皇家海军学院档案、清政府授给日意格的黄马褂、顶戴花翎等物件首次在中国电视节目中展现。情景再现手法在片中广泛应用，以使得对历史的展现更加鲜活。同时，航拍、特效摄影和三维动画等方式的采用也丰富了纪录片的内容。

### 播出
《船政学堂》于中法马江海战130周年、中日甲午战争120周年之际的2014年6月29日在中国中央电视台纪录频道首播。在中法建交60周年之际的2024年5月2日，该片再次在中国中央电视台纪录频道播出。

## 分集
| 分集 | 名称       | 首播日期      | 外部链接 |
| --- | ---------- | ------------- | -------- |
| 1 | 海国图梦   | 2014年6月29日 | 视频     |
| 第二次鸦片战争后，左宗棠上奏讨论筹建海军，法国人日意格至福州开始与清政府一同筹划船政兴办事宜。此后，沈葆桢接替左宗棠负责船政。                                                             |            |               |          |
| 2 | 孺子可教   | 2014年6月30日 | 视频     |
| 福建船政学堂正式创办，却少有人前来求学，沈葆桢不得不亲自出马动员亲友。在招生考试中，严复夺得头名。学堂在福州定光寺开学。1869年，福建船政引进法国主机，开始自行建造轮船。                   |            |               |          |
| 3 | 问道‘泰西’ | 2014年7月1日  | 视频     |
| 1873年，在日意格提议下，清政府派遣船政首批毕业生中的优异者前往英法留学。严复在英国探寻西方强盛的秘密，获得了清政府驻英大使郭嵩焘的赏识，而赴法留学生则与日意格建立了深厚的友谊。           |            |               |          |
| 4 | 蛟龙出海   | 2014年7月2日  | 视频     |
| 1872年，日本进犯台湾，牡丹社事件爆发。沈葆桢率船政学生与中国蒸汽舰队前往台湾，调整行政区划并开展建设。同时，船政学堂开设电报学堂，成为中国电信业的发端。船政学生也成为中国海军的中坚力量。 |            |               |          |
| 5 | 一声叹息   | 2014年7月3日  | 视频     |
| 1884年中法马江海战，船政水师主力几乎全军覆没。1894年7月，中日甲午海战中，北洋水师全军覆没。历届船政毕业生一心报国，但只能面对失败的结局。                                                  |            |               |          |
| 6 | 世纪星火   | 2014年7月4日  | 视频     |
| 在中国历史的转折点，船政毕业生为中国的革故鼎新而奔走，同时对中国近代军事、政治、教育、文化等方面产生了重大影响。                                                                           |            |               |          |